# André Maurel
André Maurel (Parigi, 12 aprile 1863 – Parigi, 5 maggio 1943) è stato un giornalista e scrittore francese.

## Biografia
Collaboratore di Le Figaro e direttore di La Revue bleue, fu autore di numerose opere, tra cui racconti di viaggio in Italia come Petites villes d'Italie (1906-11), Paysages d'Italie (1912-32), La jeune Italie (1918) e L'art de voyager en Italie (1920).
Per la sua attività letteraria e divulgativa ottenne diversi riconoscimenti, tra cui il Prix Montyon dall'Académie française nel 1898 per Les Justes Noces, il Prix Marcelin Guérin nel 1907 per Petites villes d'Italie e il Prix Calmann-Lévy nel 1928.

## Opere
- Les Justes noces, Montgredien, 1897, premio Montyon dell'Accademia di Francia nel 1898
- La cavalcata, Tallandier, 1904
- Il vecchio e le due Susanne, Calmann-Lévy, 1904
- Piccoli comuni d'Italia, Hachette, 1906-1911, premio Marcelin Guérin dell'Accademia di Francia nel 1907
- Ai Musei Vaticani, ed. dalla Rivista di Parigi, 1909
- Un mese a Roma, Hachette, 1909
- Abruzzo, Campania, Hachette, 1910
- Sicilia, Goupil & Cie - Manzi, Joyant & Cie, 1911
- Quindici giorni a Napoli, Hachette, 1912
- Da Milano a Roma, Hachette, 1913
- Il segno di Gersaint : studio sul dipinto di Watteau, Hachette, 1913
- Emilia, Marche, Umbria, Hachette, 1913
- Saggio su Chateaubriand, ed. da La Revue Blanche, 1913
- Quindici giorni a Firenze, Hachette, 1913
- Quindici giorni a Venezia, Hachette, nd.
- Amici latini: dialogo (... ), Émile Paul, 1917
- Scrittori di guerra, Il Rinascimento del libro, 1917
- La Giovane Italia, Emile Paul, 1918
- Clemenceau, ed. da La Nouvelle Revue Nationale, 1919
- L'arte di viaggiare in Italia, Hachette, 1920
- Il Giro d'Inghilterra, Cherso, 1921
- Un mese in Italia, Hachette, 1921
- A proposito, 1922
- Paesaggi d'Italia, Hachette, 4 voll., 1913-1923
- La duchessa del Maine. Regina delle foche , Hachette, 1928
- La marchesa di Châtelet, amica di Voltaire, Hachette, 1929
- Un viaggiatore francese in Calabria, (cura, commento e traduzione di Anne-Christine Faitrop-Porta), edizione bilingue (inglese) edita da LYRIKS, Cittanova, 2022